# Етничко чишћење
Етничко чишћење је систематско истребљење етничких, расних или верских група са одређеног подручја, са намером да се оно учини етнички хомогеним. Заједно са директним испоручењем људи, као што је депортација, етничко чишћење чине и индиректне методе које имају за циљ присилну миграцију приморавањем групе жртава на бекство и спречавањем њеног повратка, као што су убиство, силовање и уништавање имовине. Етничко чишћење нема законску дефиницију према међународном кривичном праву, али методе којима се оно спроводи сматрају се злочинима против човечности и такође могу потпасти под Конвенцију о геноциду.
Овај термин је ушао у светске медије током ратова у бившој Југославији почетком 1990-их. Последње велико етничко чишћење десило се током агресије Хрватске на српско становништво у Републици Српској Крајини. Та акција је названа Олуја и током четири дана трајања протерано је преко 250 хиљада Срба са тих простора, а више од 5 хиљада је убијено. Етничко чишћење извршено је и касније над Србима на Косову и Метохији, након завршетка рата на Косову и Метохији и НАТО бомбардовања Југославије, када су албански екстремисти и бивши припадници терористичке Ослободилачке војске Косова протерали више од 200 хиљада Срба и других неалбанаца са простора Косова и Метохије.

## Историја
Принудна пресељења су била честа у давној прошлости. За то има примера још у Старом завету. Неке библијске приче описују јеврејско заузимање земље Кананске, у 13. веку п. н. е., где се помињу пресељења народа. У неким причама Бог, Јахве, наређује да се побије све становништво, мушкарци, жене и деца, што би се данас описало као геноцид. У причама о егзодусу Јевреја, помињу се дела египатског фараона која одговарају дефиницији етничког чишћења.
Велике древне империје, попут асирске, вавилонске и римске су практиковале депортацију и претварање покорених народа у робље.
У Европи, Јевреји су протеривани из Енглеске (1290), из Француске (1306), из Мађарске (1349—1360), из Провансе (1394. и 1490), из Аустрије (1421), из Шпаније после Реконквисте и то у потпуности, из Португала (1497), из Русије (1724) и из Немачке у више наврата. Шпанија је прогнала своје муслиманско становништво, Мориске, 1502. и 1609—1614, док је Француска прогањала своје протестанте, Хугеноте.
Роми су протерани из Енглеске, Француске и неких других земаља у 16. веку.
Монголи, Турци и Руси су вековима практиковали пресељења народа.
Током муслиманске инвазије на Индију, године 1000—1500, неколико милиона Индуса је побијено или насилно пресељено са простора данашњег Пакистана.

## Настанак термина
Термин етничко чишћење је ушао у широку употребу у светским медијима почев од 1992. године, а у вези са насилним пресељењима која су пратила ратове на територији бивше СФРЈ. Овај термин потиче из српско-хрватског језика.
Почетком Другог светског рата, 1941. године, у записима хрватског усташког официра Виктора Гутића, као и у књизи „О нашој држави и њеним границама“ адвоката и идеолога четничког покрета Стевана Мољевића, помиње се чишћење територије од нежељених елемената — становништва. Током овог рата, усташки режим НДХ је у пракси спроводио велике акције протеривања и/или ликвидације нежељених етничких група (Срба, Јевреја, Рома), које су некад означаване као чишћење. Усташки министар Миле Будак је 11. јуна 1941. као „рјешење српског питања“ изнио програм НДХ: „трећину побити, трећину протерати, а трећину покрстити“. Усташки министар Милован Жанић је 3. јуна 1941. у Новој Градишци изјавио: „Ово има бити земља Хрвата и никога другога и нема те методе коју ми нећемо као усташе употребити, да начинимо ову земљу збиља хрватском, и да је очистимо од Срба, који би нас угрозили првом згодом. Ми то не тајимо, то је политика ове државе и то кад извршимо, извршит ћемо оно, што пише у усташким начелима“.
Чишћење граница (рус. очистка границ) је израз који је коришћен 1930-их у СССР за уклањање и пресељење Пољака из пограничних области.
Нацистичка администрација у хитлеровској Немачкој користила је сличан термин за опис области лишених јеврејског становништва („чисто од Јевреја“).
Знатно касније, око 1981. године, медији у Србији помињу да албанска већинска власт на Косову тежи стварању „етнички чисте албанске територије“.